# ضوء أسود

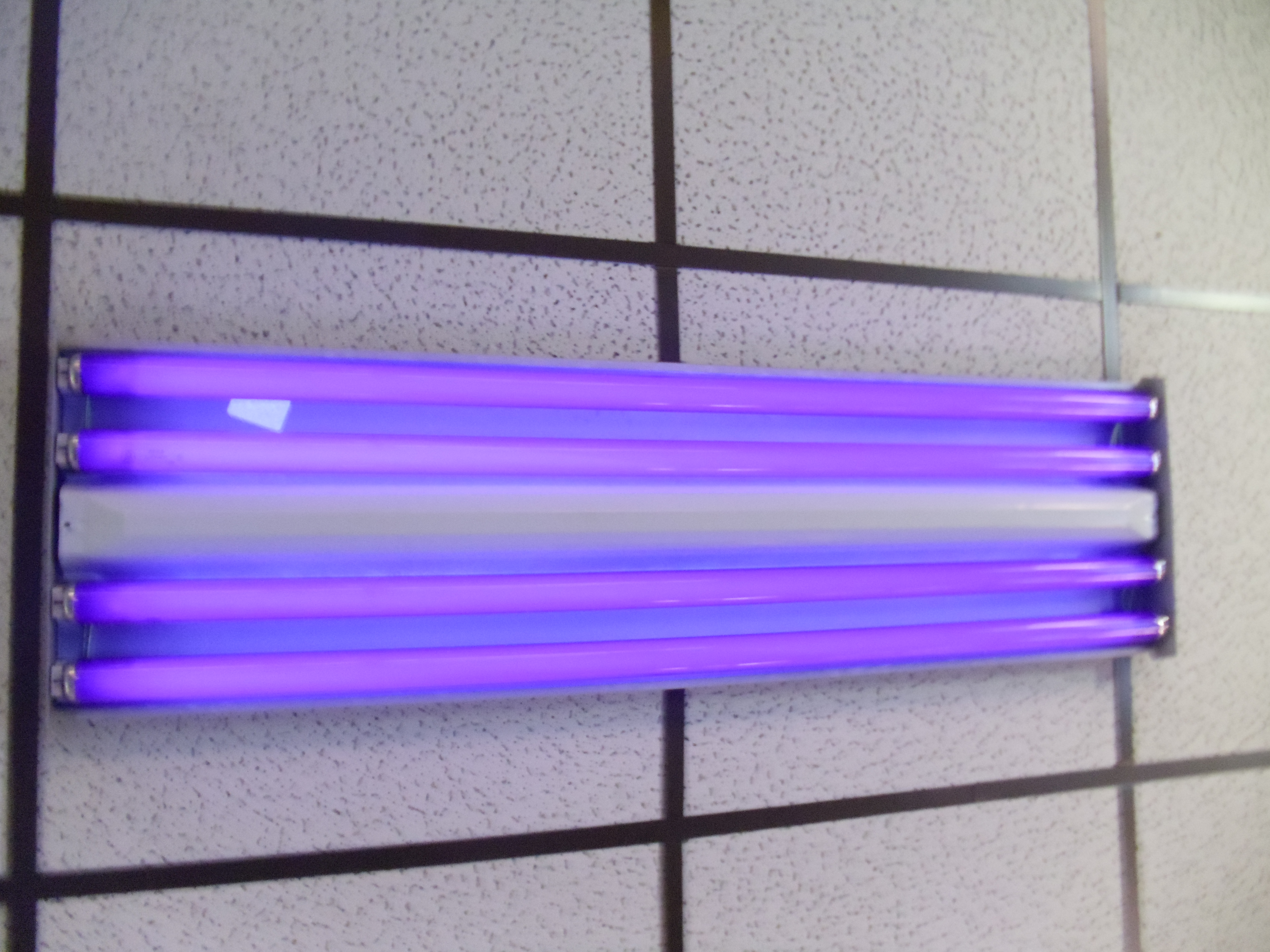
مصباح ضوء أسود

الضوء الأسود أو الضوء فوق البنفسجي هو عبارة عن مصباح يطلق أشعة فوق بنفسجية غالباً ما تكون في المنطقة القريبة من الطيف فوق البنفسجي والتي يمكن أن تكون مرئية جزئياً. مصادر الضوء الأسود قد تكون مصممة من مصابيح فلورسنت أو مصابيح بخار الزئبق أو الصمامات الثنائية باعثة الضوء أو مصابيح التنجستين.

## طريقة إنتاج الضوء الأسود
تتم الإضاءة الفلورية السوداء بنفس طريقة الإضاءة الفلورية العادية فيما عدا أنَّها تستخدم الفوسفور فقط، وكذلك يُستَبدل غطاء المصباح الزجاجي بغطاءٍ زجاجي لونه بنفسجي غامق مزرق ويسمى زجاج وود، وهو زجاج مغلف بأوكسيد النيكل لكي يمنع أي ضوء مرئي ذو طول موجي أعلى من 400 نانومتر من النفاذ عبره. وتختلف أسماء هذه المصابيح حسب الصنع، فمثلاً «الضوء الأسود ذو الزرقة» ("blacklight blue" أو اختصاراً "BLB" لتمييزه عن مصابيح أجهزة صائدة الحشرات "bug zapper" blacklight "BL") لا يحتوي على لون زجاج وود الأزرق.
من الممكن أن يكون الفوسفور المستخدم للموجة القريبة ذات انبعاث موجي 368 إلى 371 نانومتر مكوناً من رباعي فلوربورات سترونتيوم مغلفاً بيوروبيوم (SrB4O7F:Eu2+) أو بورات السترونتيوم (SrB4O7:Eu2+) بينما يستخدم الفوسفور لإنتاج إضاءة أعلى 350 إلى 353 nm سليكات الباريوم المغلفة بالرصاص (BaSi2O5:Pb+).
يقع طول الموجي للضوء الأسود في نطاق الموجات فوق البنفسجية، ويقتصر طيفه على منطقة الموجة الطويلة "UV-A". على النقيض منه عند الموجات UV-B و UV-C، اللذان لهما تأثيرات صحية خطيرة ومدمرة للحمض النووي تؤدي إلى الإصابة بسرطان الجلد، بينما الضوء الأسود له طاقة محدودة وموجاته طويلة، لذا لا تسبب بضربة الشمس، ولكن هذه الموجات الطويلة قادرة على الإضرار في المقابل بألياف الكولاجين وتدمير فيتامين A الموجود في الجلد.
يمكن إنتاج الضوء الأسود عن طريق استبدال الزجاج الشفاف بزجاج وود في المصابيح العادية. ويعتبر ذلك أول مصدر لإنتاج الضوء الأسود. لكن ذلك يكون في بعض الأحيان غير فعال لإنتاج إنارة فوق بنفسجية (أقل من 0.1% من الطاقة الداخلة) نظراً لطبيعة الجسم الأسود في المصباح العادي. ومن النادر لكن من الممكن أن تصنع المصابيح السوداء من بخار الزئبق ذي الطاقة العالية.
بعض مصابيح الفلورسنت فوق البنفسجية تستخدم كصائداتٍ للحشرات، حيث تكون مصممة بشكل يجذب الحشرات إليها، وهي تستخدم نفس الفوسفور المستخدم للموجة القريبة في المصابيح السوداء، ولكنها تستخدم زجاجاً شفافاً بدلاً من زجاج وود المكلف بالسعر. فالزجاج الشفاف أقل منعاً لانبعاثات طيف الزئبق المرئية، مما يجعل لونه أزرق أمام العين المجردة. ويرمز إلى تلك المصابيح بـالضوء الأسود.

## أنواعه
لدى الضوء الأسود نوعان رئيسيَّان:
• النوع الأول: المصابيح السوداء ذات الأنبوب وهي مصابيح فلوريسنت في الأساس ولكن أجري عليها تعديلاً بسيطاً بوضع نوع آخر من الفسفور على الأنبوبة كطلاء. وهذا الطلاء يعمل على امتصاص الأشعة الضارة وهي الأشعة فوق البنفسجية B و C ويشع الأشعة فوق البنفسجية طويلة (UV-A). ونجد أن الفسفور هنا هو نفس عمل الفسفور في مصابيح الفلوريسنت حيث أنه يقوم بامتصاص الأشعة الفوق بنفسجية ويشع أشعة مرئية.
وفي المصباح الأسود ذو الأنبوب، يعمل الأنبوب المصنوع من الزجاج الأسود على منع أكثر الأشعة المرئية، لذلك فإنه في النهاية سوف يتجاوز الأنبوب فقط أشعة غير ضارة UV-A وأشعة مرئية أخرى زرقاء وبنفسجية.
• النوع الثاني: المصباح الأسود ذو الفتيلة وهو يشبه المصباح العادي في المنازل، ولكن وضع فيه فلاتر ضوئية تقوم بامتصاص الضوء من الخيط الساخن وهو يمتص كل الأشعة ماعدا الأشعة تحت الحمراء والشعاع الفوق البنفسجي (UV-A) وكمية ضئيلة من الأشعة المرئية.
وفي كلا النوعين فإن الشعاع الفوق بنفسجي المنبعث من المصباح يتفاعل مع الفسفور الموجود في خارج المصباح بنفس الطريقة التي تتفاعل معها الأشعة فوق البنفسجية مع الأنبوب المطلي بالفسفور، وأما الفسفور الموجود خارج المصباح فإنه يكون متوهجا بقدر ما يسقط عليه من أشعة فوق بنفسجية صادرة من المصباح.

## استخداماته
- يستخدم خبراء الآثار بالمتاحف هذه التقنية للتحقق من التحف والقطع الأثرية المقلدة حيث إن معظم مواد الطلاء الحديثة تحتوي على مكونات فسفورية.
- يستخدم عمال الصيانة هذه التقنية لتحديد نقاط التسريب حيث يتم حقن الآلة بصبغة تحتوي على مادة الفلوروسنت ثم تسليط الضوء الأسود عليها للتعرف على مكان التسريب بكل دقة.
- يستخدم ضباط الأمن هذه التقنية للتعرف على العملات المزورة حيث تقوم هيئات صك الأوراق المالية بعض البلاد بعمل شريط فسفوري صغير لا يرى بالعين المجردة ولكنه يلمع عند تسليط شعاع من الضوء الأسود عليه.
- يستخدم خبراء الطب الشرعي وأجهزة الاستخبارات هذا النوع من الإضاءة لتحليل مسارح الجريمة لرفع بصمات الأصابع بواسطة مسحها بصبغة من الفسفور.
- يستخدم الإضاءة السوداء للتحقق من السائل المنوي وبعض سوائل الجسم التي ثبت أنها تحتوي على مادة الفلوروسنت.
- يستخدم بشكل أساسي في شاشات عرض المسارح والحفلات الموسيقية ولكنها تكون حارة جدا خلال استعمالها.
- يستخدم لكشف العقارب عند توجيهه نحوها، حيث تظهر بلون فسفوري نتيجة لتواجد الفلوروسنت على سطحها

## اقرأ أيضاً
- المصباح